# Phia Saban
Sophia Alison M. Boreham Saban (19 de setembre de 1998) és una actriu anglesa. És coneguda pels seus papers a la cinquena temporada del drama medieval de Netflix The Last Kingdom (2022) i la sèrie de fantasia de HBO House of the Dragon (2022–).
Saban va néixer a Hackney, East London filla de Mark Saban i Penelope "Penny" Boreham. La família es va traslladar a Oxford quan ella tenia cinc o sis anys, on ella i el seu germà petit Gabriel van assistir al D'Overbroeck's College. Saban es va formar a la Guildhall School of Music and Drama, i es va graduar el 2020.
Va fer el seu debut televisiu quan es va unir al repartiment principal de la sèrie dramàtica medieval de Netflix The Last Kingdom (basada en la novel·la del mateix nom) com Aelfwynn per a la seua cinquena i última temporada, que es va estrenar el 2022.
Més tard aquell any, va començar a interpretar a la princesa (posteriorment reina) Helaena Targaryen a la primera temporada de la sèrie de fantasia de HBO House of the Dragon, una preqüela de Joc de trons i adaptació del llibre d'història fictícia de George R. R. Martin Fire and Blood. La seua actuació va rebre elogis de la companya del repartiment Olivia Cooke. Aleshores es va confirmar que Saban formava part del repartiment de la segona temporada de House of the Dragon.